# Myriam Rozenblum
Myriam Rozenblum, z domu Fogel (ur. 4 maja 1936 w Paryżu, zm. 16 października 2008 tamże) – francuska malarka żydowskiego pochodzenia.

## Rodzina
Myriam Rozenblum pochodziła z żydowskiej rodziny Warzagerów (niem. Wahrsager), która wydała licznych artystów-malarzy. W XIX wieku bracia Warzagerowie osiedlili się w Tomaszowie Mazowieckim i udekorowali wnętrza tamtejszej Wielkiej Synagogi. Jej wujem był Ber Warzager (1912–1988), jeden z najwybitniejszych malarzy żydowskich XX wieku.
Jej rodzice, Chaim Fogel (vel Fogiel; ur. 1 czerwca 1909 w Tomaszowie Mazowieckim) oraz Zysla z domu Warzager (ur. 10 lutego 1911 w Tomaszowie Mazowieckim) wkrótce po ślubie wyemigrowali z Polski do Francji. II wojnę światową wraz z rodziną przeżyła w Grenoble, a następnie w Szwajcarii. W 1958 wyszła za mąż za Roberta Rozenbluma. Urodziła dwoje dzieci. 

## Kariera artystyczna
Myriam Rozenblum, pracując zawodowo, uczyła się malarstwa drogą korespondencyjną. Po 40 latach działalności amatorskiej osiągnęła wysoki poziom techniczny i artystyczny. Początkowo kopiowała dzieła wielkich mistrzów (takich jak Pierre-Auguste Renoir, Vincent Van Gogh czy Marc Chagall), potem odnalazła własną drogę artystyczną. Zaczęła ukazywać sceny z życia Żydów z terenów Europy Wschodniej. Po przejściu na emeryturę w 1998 całkowicie poświęciła się malarstwu. Pierwszą samodzielną wystawę miała w styczniu 1999 w centrum żydowskim Bernard Lazare w Paryżu. 